# Kurosawa (cràter)
Kurosawa és un cràter d'impacte en el planeta Mercuri de 152 km de diàmetre. Porta el nom del músic japonès Kinko Kurosawa (segle xviii), i el seu nom va ser aprovat per la Unió Astronòmica Internacional el 1976.